# Chez le photographe
Chez le photographe je francouzský němý film z roku 1900. Režisérkou je Alice Guy (1873–1968). Film trvá zhruba jednu minutu a je volným dílem.

## Děj
Muž s květináčem se chce zvěčnit na fotografii. Odloží květináč a posadí se. Když je fotograf připraven, muž si vezme svůj květináč. Fotograf mu fotku s květináčem rozmluví a oba se připraví na akci. Pán se ale znenadání otočí, a tak ho musí fotograf upozornit, aby si sedl kvůli focení na židli. Pán ho poslechne, ale vzápětí se přiblíží k objektivu. Při dalším pokusu si chce pán znovu vzít květináč, což fotografa rozčílí a oba se začnou hádat. Hádka vyústí v pranici, při které spadne fotoaparát.